# Zimmerius cinereicapilla
El mosquerito piquirrojo (Zimmerius cinereicapilla), también denominado tiranolete piquirrojo (en Ecuador), moscareta de pico rojo (en Perú) o atrapamoscas de pico rojo, es una especie de ave paseriforme de la familia Tyrannidae perteneciente al género Zimmerius. Es nativo de regiones andinas del oeste de América del Sur.

## Distribución y hábitat
Se distribuye de forma disjunta por las estribaciones orientales de la cordillera de los Andes en el centro norte y sureste de Ecuador (oeste de Napo, Zamora-Chinchipe), centro norte, centro y sureste del Perú (Amazonas, San Martín, Junín y Ayacucho) hacia el sur hasta Cuzco y Madre de Dios) y norte de Bolivia (La Paz).
Esta especie es considerada rara y local en sus hábitats naturales: el dosel y los bordes de selvas húmedas montanas de baja altitud entre los 700 y los 2000 m.

## Estado de conservación
El mosquerito piquirrojo ha sido calificado como vulnerable por la Unión Internacional para la Conservación de la Naturaleza (IUCN) debido a que, con base en modelos de deforestación, se presume que su población, todavía no cuantificada, irá a declinar rápidamente a lo largo de las próximas tres generaciones.

## Sistemática

### Descripción original
La especie Z. cinereicapilla fue descrita por primera vez por el ornitólogo alemán Jean Cabanis en 1873 bajo el nombre científico Phyllomyias cinereicapilla; su localidad tipo es: «Monterico, Ayacucho, Perú».

### Etimología
El nombre genérico masculino «Zimmerius» conmemora al ornitólogo estadounidense John Todd Zimmer (1889-1957); y el nombre de la especie «cinereicapilla», se compone de las palabras del latín «cinereus» que significa ‘de color gris ceniciento’, y «capillus» que significa ‘coronado’.

### Taxonomía
Un estudio genético molecular indica que la presente especie puede ser hermana de Zimmerius villarejoi, aunque el estudio no incluyó la recientemente descrita Zimmerius chicomendesi, que puede pertenecer al mismo grupo. Es monotípica.